# Chiến tranh Tân Cương
Chiến tranh Tân Cương (tiếng Trung: 新疆戰爭) là một loạt các cuộc xung đột vũ trang diễn ra tại Tân Cương thuộc Trung Hoa Dân Quốc trong thời đại quân phiệt, nội chiến Trung Quốc và thời kỳ hiện đại. Các cuộc chiến tranh cũng đóng một vai trò quan trọng trong phong trào độc lập Đông Turkestan.
- Cuộc nổi dậy Kumul (1931–1934)
  - Cuộc nổi dậy của người Kirghiz (1932)
  - Trận Aksu (1933)
  - Thảm sát Kizil (1933)
  - Trận Sekes Tash (1933)
  - Trận Kashgar (1933)
  - Trận Ürümqi (1933)
  - Trận Toksun (1933)
  - Trận Ürümqi lần thứ nhất (1933)
  - Trận Ürümqi lần thứ hai (1933–1934)
  - Trận Kashgar (1934)
  - Trận Yangi Hissar (1934)
  - Trận Yarkand (1934)
  - Trận Đầu Đồn (1934)
  - Trận Đạt Phản Thành (1934)
  - Liên Xô xâm chiếm Tân Cương (1934)
- Cuộc bạo động Charkhlik (1935)
- Cuộc nổi dậy của người Hồi giáo ở Tân Cương (1937)
- Cuộc nổi dậy Ili (1944–1949)
  - Trận Baitag Bogd (1946–1948)
  - Hợp nhất Tân Cương vào Trung Quốc (1949)

Bản mẫu:Xung đột Trung Quốc
Bản mẫu:Chiến tranh Tân Cương
Bản mẫu:Chủ đề Tân Cương